# Đại Bộ, Mai Châu
Đại Bộ (chữ Hán giản thể: 大埔县, âm Hán Việt: Đại Bộ huyện) là một huyện thuộc địa cấp thị Mai Châu, tỉnh Quảng Đông, Cộng hòa Nhân dân Trung Hoa. Đại Bộ nằm ở phía đông của Quảng Đông, là trung tâm hành chính của Mai Châu. Đến thời điểm tháng 5/2005, huyện này được chia thành các đơn vị hành chính gồm 14 trấn và 1 khu lâm trường Phong Khê.
- Trấn: Hồ Liêu, Cao Pha, Trà Dương, Đại Ma, Tam Hà, Ngân Giang, Quang Đức, Đào Nguyên, Phong Lãng, Đại Đông, Tây Hà, Thanh Khê, Châu Đoan, Bách Hầu.